# Надеждинский сельский совет (Приазовский район)
Надеждинский сельский совет (укр. Надеждинська сільська рада) — сельский совет, находится в Запорожской области, Приазовский район. Украина.
Административный центр сельского совета находится в 
с. Надеждино.

## История
- 1991 — дата образования.

## Факты
Украинское название села: Надеждине
Всего жителей: 581 человек (2001 год)
Адрес: Запорожская область, Приазовский район село Надеждино, ул. Школьная, дом 3

## Населённые пункты совета
- с. Надеждино
- с. Волна